# Dự án Eldest Son

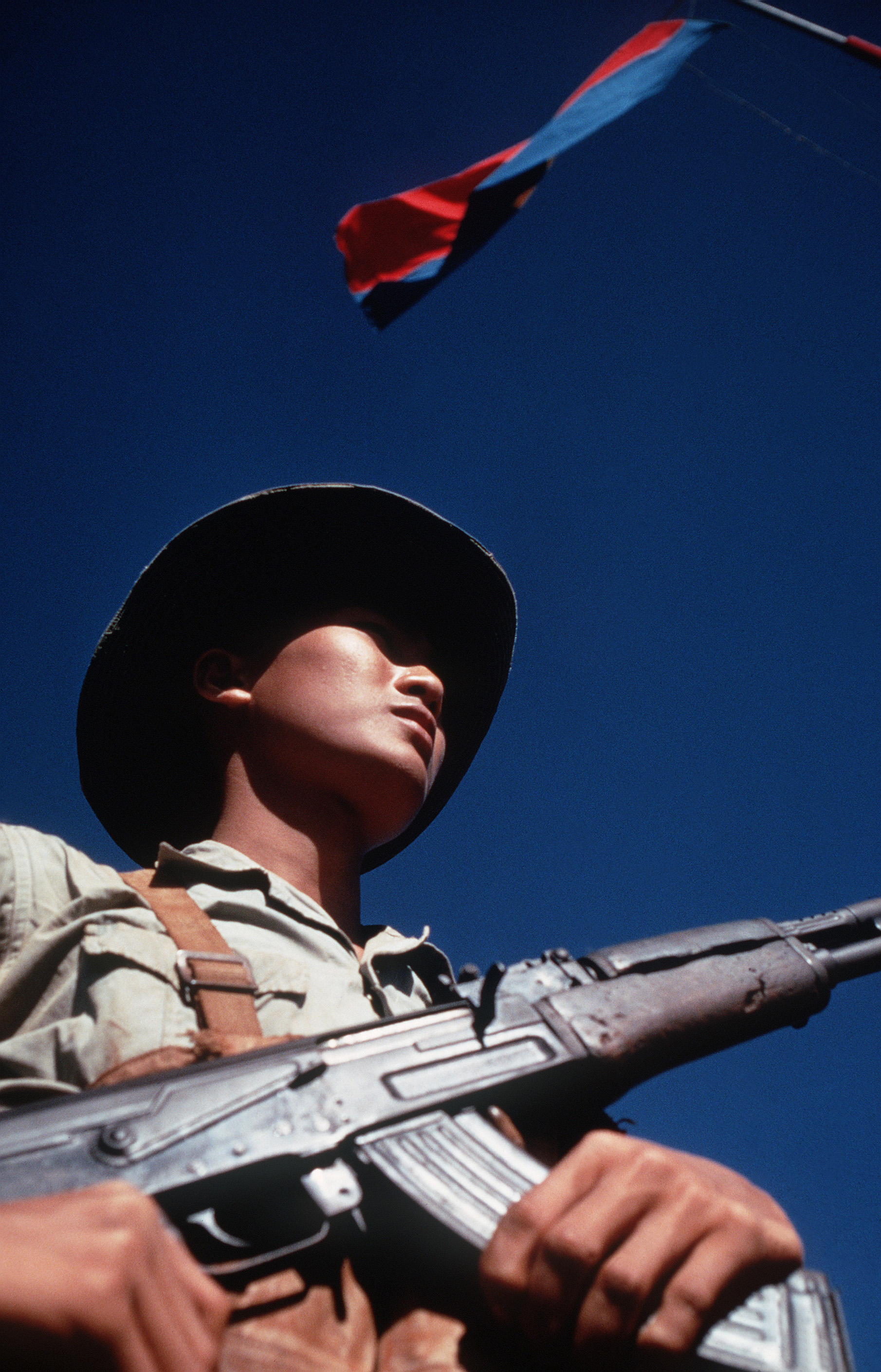
Người lính Quân Giải phóng với súng trường AK-47 Type 2.

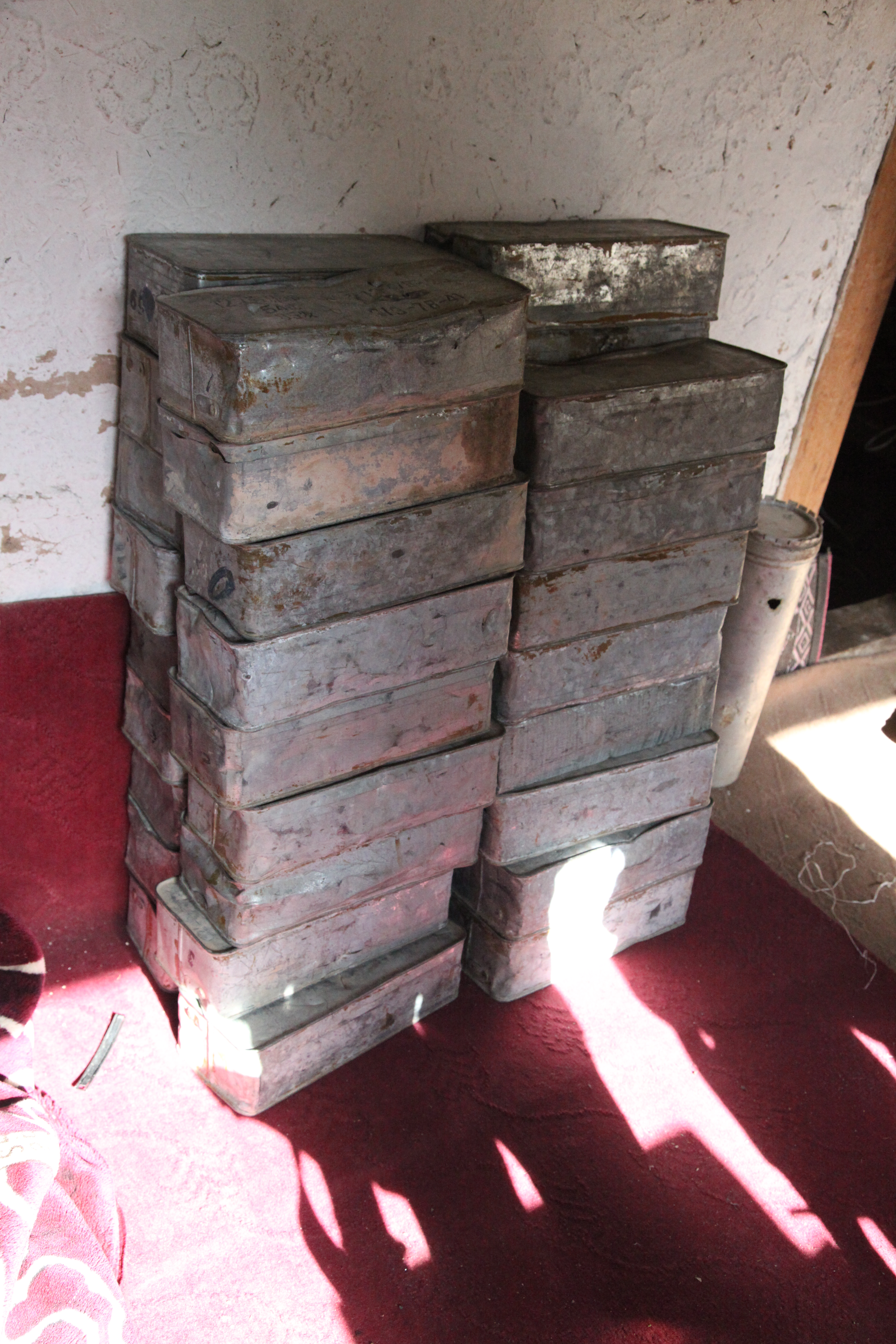
Chỉ có một hộp đạn bị phá hoại được đặt trong một băng đạn hoặc hộp đạn tốt.

Dự án Eldest Son (còn gọi là Italian Green hoặc Pole Bean) là chương trình hoạt động bí mật do MACV-SOG của Mỹ tiến hành trong Chiến tranh Việt Nam. Dự án này tập trung vào việc đặt hộp thuốc nổ vào các nguồn cung cấp được lực lượng chiến đấu cộng sản sử dụng ở Đông Nam Á. Những kỹ thuật viên người Mỹ bèn lắp ráp 11.565 hộp đạn kích cỡ 7,62×39mm cho súng trường AK-47, 556 hộp đạn súng máy hạng nặng 12,7×108mm và 1.968 quả đạn súng cối Type 67 82mm để kích nổ trong vũ khí khi có người cố gắng khai hỏa. Dự án Eldest Son là một ví dụ về chiến tranh phi quy ước. Các nhiệm vụ trong chương trình này đã được triển khai thành công ở Việt Nam, Campuchia và Lào.

## Lịch sử
Phá hoại đạn dược bằng vũ khí nhỏ trước đây đã được Vương quốc Liên hiệp Anh dùng để chinh phạt những bộ lạc nổi loạn trong Chiến tranh Matabele thứ hai (1896–1897) và Chiến dịch Waziristan (1936–1939). Trong cả hai trường hợp nêu trên, việc phá hoại đạn dược đều có hiệu quả vì những bộ lạc này phụ thuộc rất nhiều vào đạn dược cũ được tận dụng thay vì chuỗi cung ứng công nghiệp hóa của loại đạn mới sản xuất. Đại tá John K. Singlaub, một cựu chiến binh Thế chiến thứ hai của Cơ quan Tình báo Chiến lược, đã đề xuất các phương pháp tương tự khi ông chỉ huy SOG từ năm 1966 đến năm 1968.

## Phương pháp
Đạn dược thu được đem tháo rời một phần và lắp lại bằng các thành phần thay thế. Đạn súng trường và súng máy có thuốc súng không khói được thay thế bằng thuốc nổ mạnh có hình dạng tương tự, có thể tạo ra áp suất gấp khoảng năm lần thiết kế của súng. Chốt và các mảnh vỡ của hộp tiếp đạn AK-47 phát nổ thường bắn ngược vào đầu của người bắn súng. Ngòi nổ thay thế được đặt trong đạn cối để kích nổ quả đạn khi súng cối bắn ra. Những vụ nổ của súng máy và súng cối do đội bắn thường giết chết hoặc làm bị thương bất kỳ ai ở gần vũ khí phát nổ.
Sau đó, một hộp đạn hoặc quả đạn bị phá hoại được đặt trong một băng đạn hoặc hộp đạn tốt để tránh tiết lộ nguyên nhân gây ra vụ nổ. Những hộp đạn bị phá hoại này được các đội tuần tra lính Mũ nồi xanh SOG mang theo và bị bỏ lại khi phát hiện ra các kho đạn của du kích quân. Một số kho đạn được tạo ra trong đó các tình huống có thể khiến đối phương hiểu ra là quân vận chuyển hoặc cất giữ số đạn dược đó đã bị giết.

## Mục tiêu
Mục tiêu của dự án này là khiến kẻ thù nghi ngờ về sự an toàn dành cho vũ khí của họ.  Thiệt hại vật chất và thương tích có thể quan sát được của lực lượng cộng sản được tăng cường bằng các tài liệu giả mạo hòng tạo ra sự ngờ vực giữa quân đội Việt Nam và các nhà cung cấp phía Trung Quốc. Một tài liệu giả mạo của Mặt trận Dân tộc Giải phóng miền Nam Việt Nam đã thừa nhận tin đồn về đạn dược phát nổ, nhưng mô tả chúng như một sự phóng đại về một vấn đề nhỏ không đáng kể. Một tài liệu khác thừa nhận một vài nghìn vấn đề phát sinh do kiểm soát chất lượng kém của Trung Quốc, nhưng ước tính rủi ro trong tương lai sẽ ít hơn. Tài liệu chính thức được phân phối cho quân đội Mỹ với giả định rằng chúng sẽ đến tay cộng sản đã khuyên quân đội không nên sử dụng AK-47 thu được vì luyện kim kém chất lượng khiến chúng phát nổ khi bắn.

## Chấm dứt
Một số chi tiết của Dự án Eldest Son đã được tiết lộ trên các ấn phẩm tin tức của nước Mỹ vào năm 1969 khi chưa đến một nửa số đạn bị phá hoại được bố trí. Dự án bèn đổi tên thành Italian Green và sau đó là Pole Bean và một chương trình đặt hàng tăng tốc đã bắt đầu để tận dụng tối đa khả năng trước khi quyền hạn của chương trình này hết hạn. Những điều kiện này cho phép lực lượng cộng sản xác định nguyên nhân thực sự khiến vũ khí của họ bị hỏng, nhưng lại làm dấy lên nghi ngờ về tính an toàn của nguồn cung cấp đạn dược của họ trong các khu vực giao tranh.